# Giống dê

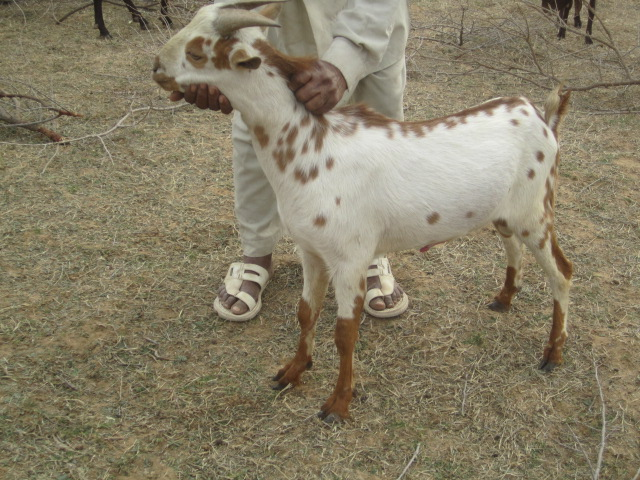
Một giống dê

Dê nhà (Capra aegagrus hircus) là một đối tượng nuôi quan trọng. Trên thế giới đã có nhiều giống dê được công nhận bao gồm cả giống dê cho sữa dê. Trong chăn nuôi, khâu chọn con giống là rất quan trọng. Dưới đây liệt kê (chưa đầy đủ) một số giống dê được chăn nuôi.

## Các giống
- Dê Nam Phi hay là dê Boer: Giống dê này có hai sắc lông đen trắng trên mình, có màu lông nâu, có vòng trắng quanh cổ. Lông đen phủ hết trọn phần cổ, lưng, hai bên hông và phần trên đuôi. Còn lông trắng ở mặt dưới của tai, ở hai sọc trên mặt chạy song song từ đầu đến mũi, phần bụng, và bốn khuỷu chân trở xuống. Với sắc lông này trông con dê Hà Lan hao hao giống con bò sữa Hà Lan, vừa thanh tú vừa sạch sẽ. Trọng lượng con cái trưởng thành nặng từ 90–100 kg/con, con đực 100–160 kg/con. Dê Boer có cơ bắp rất đầy đặn, sinh trưởng nhanh Dê Hà Lan cho nhiều sữa, nhưng đa số đều có chu kỳ sữa ngắn ngày. Do đó, nhiều người cho giống dê này lai với dê Bắc Thảo để năng suất sữa được cao hơn và chu kỳ sữa được dài hơn.
- Dê Saanen đọc như là Xa-nen là giống dê chuyên dụng sữa của Thụy Sĩ. Nó được nuôi ở ở Pháp nhiều nước châu Âu. Dê có màu lông trắng, tai vỉnh nhơ. Giống dê này có tầm vóc lớn, cân đối, thành thục sớm và cho sản lượng sữa cao, Chu kỳ tiết sữa của nó kéo dài 8 – 10 tháng và cho sản lượng sữa từ 800 – 1.000 lít.. Con đực khi 2 tuổi nặng 60 kg, 3-5 tuổi nặng 70 kg, có con còn nặng tới 100 kg. Dê cái thì nhỏ hơn, chỉ khoảng 50 – 60 kg, chúng có lông màu trắng, tai vểnh, năng suất sữa từ 1.000-1.200 lít/chu kỳ 290-300 ngày. Nó cũng đã được nhập vào Việt Nam. Hiện người ta lai nó với con Bách Thảo để tạo ra con lai có sản lượng sữa cao hơn từ 30-40%.
- Dê Beetal đọc là Bit-tơn: Dê Beetal có nguồn gốc từ Ấn Độ được nhập vào Việt Nam cùng lúc với dê Jumnapari; có màu lông đen huyền hoặc loang trắng, tai to cụp. Trọng lượng và khả năng cho sữa tương đương dê Jumnapari.
- Dê Jumnapari đọc như là Jămnapari: Là giống dê sữa của Ấn Độ được nhập vào Việt Nam từ năm 1994, khả năng mỗi con cho sữa 1,4-1,6 lít /ngày với chu kỳ tiết sữa 180-185 ngày. Dê phàm ăn và chịu đựng tốt với thời tiết nóng bức. Chúng cũng xuất xứ tại Ấn Độ thân mình nhỏ hơn dê Bắc Thảo, nhưng năng suất sữa tốt.
- Dê Barbari đọc như là Bacbari: Là giống dê sữa của Ấn Độ, khả năng mỗi con cho sữa tốt từ 0,9-1,2 lít/ngày với chu kỳ 145-148 ngày. Giống dê này mắn đẻ, mỗi năm cho 1,8 con/lứa và 1,7 lứa/năm. Dê trưởng thành nặng trung bình 30–35 kg/con. Dê có thân hình thon chắc, tạp ăn, chịu đựng kham khổ, hiền lành, phù hợp với hình thức chăn nhốt hoặc chăn thả, đặc biệt với người ít vốn nuôi giống dê này rất thích hợp. Đây là giống dê có thân hình cao to, mang sắc lông màu trắng. Nếu nuôi dưỡng tốt, con đực nặng trên 70 kg, còn dê cái khoảng từ 55 kg đến 60 kg. Đa số dê barbari có sắc lông vàng hay trắng, sừng ngắn tai nhỏ, mỏng và vểnh lên, dê đực có chòm râu cằm như dê cỏ. Giống dê này ăn ít, dễ nuôi lại hợp với thổ nhưỡng. Chúng còn có màu lông vàng loang trắng như hươu Sao, tai nhỏ thẳng. Trọng lượng trưởng thành 30–35 kg/con. Dê Barbari có bầu vú phát triển, khả năng cho sữa 0,9 lít/ngày. Dê Barbari có thân hình thon chắc, ăn rất tạp, chịu được kham khổ, phù hợp với chăn nuôi.
- Dê Alpine đọc như là An-pin là giống dê của Pháp được nuôi nhiều ở vùng Alpes. Nó có lông màu vàng, đôi khi có đốm trắng, có con lông đen khoang trắng dọc thái dương xuống má, ở mông và ở cả chân, tai nhỏ thẳng. Loài này cũng to, cao, con cái nặng khoảng 40–42 kg và con đực khoảng 50–55 kg. Một chu kỳ sữa của nó kéo dài 240-250 ngày và cho ta sản lượng khoảng 900-1.000 lít sữa (đạt từ 800 – 900 kg/năm). Sản lượng sữa cao, 1 ngày cho từ 2-2,5 lít tuỳ theo đặc tính của mỗi con, dễ nuôi và hiệu quả tốt.
- Dê Toggenburg đọc như là Togenbua: Cũng là một giống dê chuyên sữa. Nó là giống của Thuỵ Sĩ, không thua kém gì con Xa-nen. Mỗi ngày, một con Togenbua có thể cho ta từ 2,4 – 5,2 lít sữa.
- Dê Bách Thảo là con dê đen, tai cụp đó là giống dê lai với con dê Alpine. Nó to con và vào chu kỳ cho sữa cũng có thể thu được từ 0,8 – 1,2 lít/ngày. Đây cũng là giống dê sữa và giống dê kiêm dụng sữa và thịt, được nuôi nhiều ở các tỉnh Ninh Thuận và Bình Thuận. Từ hơn 10 năm nay giống dê này đã được phát triển ở nhiều tỉnh trong Việt Nam. Khả năng cho sữa của dê bách thảo từ 1,1-1,4 kg/con/ngày với chu kỳ cho sữa là 148-150 ngày. Dê bách thảo hiền lành, có thể kết hợp với chăn thả với các điều kiện khác nhau đều cho kết quả chăn nuôi tốt.
- Dê cỏ hay dê ta, dê núi, hay còn gọi là giống dê địa phương: Chúng có màu lông vàng nâu hoặc đen trắng; trọng lượng lúc trưởng thành là 30 – 35 kg; trọng lượng lúc sơ sinh là 1,7 - 1,9 kg. Tuổi phối giống lần đầu từ 6 - 7 tháng; đẻ 1,4 lứa/năm và 1 lứa có khoảng 1,3 con, phù hợp với chăn thả quãng canh và mục đích là nuôi lấy thịt. Ở Việt Nam hiện nay có khoảng trên 800 nghìn con dê, nhưng chủ yếu là dê cỏ nuôi để lấy thịt, nếu biết chọn lọc thì mỗi con dê có thể cho 0,5 lít/ngày với chu kỳ cho sữa là 90-105 ngày.
- Ngoài ra còn Giống dê Anglo Nubian của Ai Cập, dê lông ngắn của Czech, dê lông trắng của Bungari, dê Nubi của châu Phi… cũng là các giống dê chuyên sữa.

## Chọn giống
Cần chọn con giống có thân hình thanh mảnh, đầu nhỏ, da mỏng, lông mịn; dê đực phải có tầm vóc to, thân hình cân đối, khỏe mạnh, không khuyết tật, đầu to, trán rộng, bốn chân thẳng, khỏe, đi đứng vững chắc, những con đầu dài, trụi lông tai, xương nhỏ, lồng ngực hẹp thường yếu, hay mắc bệnh và khó nuôi. Cũng giống như các loại gia súc khác là phải chọn qua đời trước (ông bà, bố mẹ) kiểm tra cá thể con giống như ngoại hình, khả năng sản xuất, khả năng thích ứng với điều kiện chăn nuôi và chọn lọc qua đời sau của chúng.
Chọn những dê có ngoại hình đẹp, mình nở rộng, ngực sâu, thân hình cân đối khỏe mạnh, da mềm, lông bóng. Bầu vú nở rộng, cân đối, núm vú dài và đưa về phía trước có nhiều mạch máu nổi trên bầu vú. Bầu vú nở rộng và cân đối, gắn chặt vào phần bụng, gọn ở phía trước. Hai núm vú dài và đưa về phía trước (dài 4 – 6 cm), lông bầu vú càng mịn càng tốt, tĩnh mạch vú nhiều, nổi rõ và có nhiều gấp khúc (Không chọn những con dê cái có vú thịt, núm vú quá ngắn hoặc quá nhỏ vểnh sang hai bên) Chọn những con đực có ngoại hình đẹp, đầu cổ kết hợp hài hòa, thân mình cân đối khỏe mạnh, 4 chân vững chắc, hai dịch hoàn to đều, dáng nhanh nhẹn, tính hăng tốt. Một số giống dê cho sữa cao sản:
| Lứa tuổi      | Dê cỏ   | Dê Bách Thảo | Dê barbary | Dê Jumnapari | Dê Beetal |
| ------------- | ------- | ------------ | ---------- | ------------ | --------- |
| Sơ sinh: Đực  | 2,29 kg | 2,78 kg      | 2,31 kg    | 3,41 kg      | 3,5 kg    |
| Cái           | 1,62 kg | 2,3 kg       | 2,19 kg    | 3,0 kg       | 3,0 kg    |
| 3 tháng: Đực  | 6,1 kg  | 11,6 kg      | 9,4 kg     | 12,4 kg      | 12,98 kg  |
| Cái           | 5,3 kg  | 10,1 kg      | 9,1 kg     | 11,7 kg      | 10,7 kg   |
| 6 tháng: Đực  | 9,7 kg  | 17,9 kg      | 14,87 kg   | 18,6 kg      | 19 kg     |
| Cái           | 8,2 kg  | 15,9 kg      | 12,5 kg    | 14,6 kg      | 15,4 kg   |
| 9 tháng: Đực  | 14,3 kg | 25,5 kg      | 19,4 kg    | 24,0 kg      | 26,6 kg   |
| Cái           | 13,7 kg | 22,1 kg      | 15,3 kg    | 20,6 kg      | 22,9 kg   |
| 12 tháng: Đực | 19,8 kg | 31,4 kg      | 23,3 kg    | 30,2 kg      | 31,6 kg   |
| Cái           | 17,2 kg | 26,81 kg     | 18,31 kg   | 29,4 kg      | 25,7 kg   |
| 18 tháng: Đực | 25,0 kg | 41,7 kg      | 31,1 kg    | 39,3 kg      | 40,9 kg   |
| Cái           | 20,7 kg | 33,5 kg      | 21,8 kg    | 27,1 kg      | 29,6 kg   |
| 24 tháng: Đực | 28,0 kg | 46,2 kg      | 34,7 kg    | 47,5 kg      | 50 kg     |
| Cái           | 22,8 kg | 35,3 kg      | 23,71 kg   | 29,0 kg      | 33,0 kg   |
| 30 tháng: Đực | 32,8 kg | 54,3 kg      | 39,7 kg    | 54,4 kg      | 56,2 kg   |
| Cái           | 25,7 kg | 38,6 kg      | 25,8 kg    | 32,1 kg      | 36,0 kg   |
| 36 tháng: Đực | 36,6 kg | 57,3 kg      | 44,9 kg    | 59,5 kg      | 62,3 kg   |
| Cái           | 27,6 kg | 40,6 kg      | 28,0 kg    | 36,2 kg      | 40,1 kg   |